# Fiat 502
Fiat 502 – samochód produkowany przez włoski koncern motoryzacyjny Fiat w latach 1923–1926. Sprzedano około 20 tys. sztuk pojazdów. Fiat 502 był powiększoną i bardziej luksusową wersją modelu 501.